# إثرار ثنائي الحجيرة
إثرار ثنائي الحجيرة (الاسم العلمي: Maytenus bilocularis)، هي شجرة تستوطن  شرق أستراليا. يصل ارتفاعها إلى 10 أمتار ولها أوراق ذات حواف مسننة يبلغ طولها من 3 إلى 9 سم وعرضها من 1.3 إلى 3 سم وهي بيضاوية الشكل أو بيضاوية  مائلة.